# Jim Reiter
Pour les articles homonymes, voir Reiter.
Jim Reiter est un homme politique provincial canadien de la Saskatchewan. Il représente la circonscription de Rosetown-Elrose à titre de député du Parti saskatchewanais depuis 2007.

## Biographie
Né à Tramping Lake en Saskatchewan, Reiter entame sa carrière politique avec son élection en 2007. Il est depuis ministre dans les cabinets des premiers ministres Brad Wall et Scott Moe.